# Rosalina Saute Sapolu
Rosalina Saute Sapolu (ur. 3 sierpnia 1955 w Faatoiaalamanu na Vaiala Apia) – zdobywczyni tytułu Miss Samoa w 1978.  Reprezentowała Samoa w wyborach Miss World 1978 oraz Miss South Pacific Beauty w 1979.